# Bourse trochantérique du muscle grand glutéal
La bourse trochantérique du muscle grand glutéal (ou bourse séreuse trochantérienne du muscle grand fessier) est une bourse synoviale du membre inférieur située au niveau de la cuisse.

## Description
La bourse trochantérique du muscle grand glutéal est située entre le tendon du muscle grand glutéal et le grand trochanter.